# Tito Aurelio Fulvo
Tito Aurelio Fulvo (en latín: Titus Aurelius Fulvus) fue un senador romano que vivió en el siglo I y falleció hacia el año 89, que desarrolló su cursus honorum desde finales del imperio de Claudio hasta el de Domiciano. Fue cónsul en dos ocasiones, la primera alrededor del año 71 como sufecto, y la segunda como ordinario en el año 85 junto con el propio emperador Domiciano.

## Orígenes familiares
Aurelio Fulvo era natural de la Colonia Nemausus (Nimes, Francia) en la muy romanizada provincia romana de la Gallia Narbonensis, debiendo pertenecer a la élite local, el ordo decurinis, si bien su fortuna debía ser lo suficientemente cuantiosa como para formar parte del Ordo equester.

## Carrera política
En un momento indeterminado de finales del imperio de Claudio I o de comienzos del de Nerón fue beneficiado con un adlectio inter praetorios, que hizo que ingresara en el orden senatorial, con el mismo rango que los senadores que habían desempeñado la magistratura de pretor. Inmediatamente después, fue enviado a Oriente como legado de la Legio III Gallica, integrada en el ejército de Corbulón durante las campañas realizadas contra el imperio Parto por el control del reino de Armenia A sus órdenes, esta legión fue transferida a Moesia, donde en el año 69 apoyó a Otón y combatió contra los roxolanos, siendo premiado con los ornamentos consulares; poco después, con su unidad participó en la primera batalla de Bedríaco frente a Vitelio.
Inmediatamente después, apoyó a Vespasiano, quien consideró los ornamentos consulares concedidos por Otón como equivalentes al puesto de consul suffectus, y lo envió la provincia Hispania Citerior Tarraconensis como gobernador.
De vuelta a Roma, su carrera laguideció hasta que en el año 85 fue nombrado para un segundo consulado, como consul ordinarius, junto con el emperador Domiciano, desempeñando al tiempo el papel de Prefecto de Roma, falleciendo poco después, hacia el año 89.

## Descendencia
Su hijo fue Tito Aurelio Fulvo, padre del emperador Antonino Pío, cuyos primeros años transcurrieron en casa de su abuelo paterno.